# Zeleniši
Zeleniši (Atherinidae) su porodica manjih riba čija se staništa nalaze blizu obale. Na cijeni su i kao hrana i kao ješka. Na Jadranu ih ima svuda uz obalu, po uvalama i na ušćima rijeka, gdje se njima hrane razni predatori. Zeleniši su raširene po morskim, slatkim i bočatim vodama
Porodica zeleniša pripada redu Srebrnobokih (Atheriniformes) dijeli se na 14 rodova kojima pripada zasada 71 poznata vrsta.

## Potporodice i rodovi
- Potporodica Atherininae
  - Atherina (5 vrsta)
  - Atherinason (monotipični)
  - Atherinosoma (2 vrste)
  - Kestratherina (2 vrste)
  - Leptatherina (2 vrste)
- Potporodica Atherinomorinae
  - Alepidomus (monotipični)
  - Atherinomorus (12 vrsta)
  - Atherion  (3 vrste)
  - Hypoatherina  (13 vrsta)
  - Stenatherina (monotipični)
  - Teramulus (2 vrste)
- Potporodica Bleheratherininae
  - Bleheratherina (monotipični)
- Potporodica Craterocephalinae
  - Craterocephalus (25 vrsta)
  - Sashatherina (monotipični)